# Marketing par courriel
Ne doit pas être confondu avec marketing électronique ou e-mailing.
 (mai 2014).
Le marketing par courriel (de l'anglais : email marketing) est une technique de marketing direct à un groupe de personnes utilisant le courrier électronique.

## Origines
Le courrier électronique ou courriel est d’abord un moyen d’échange d’informations entre les individus. Il s’est rapidement transformé en média de communication personnelle tel que nous connaissons aujourd'hui.
Parallèlement, il est rapidement devenu l'un des médias privilégiés des marqueteurs : seulement 20 % des courriels reçus émanent d'expéditeurs connus de leurs destinataires (cette mesure concerne les messages émis ; en réaction à cet état de fait, des méthodes de filtrage se sont développées).
Une étude mesure que les marqueteurs américains ont envoyé 200 milliards de courriels en 2004. De ce fait, il est également perçu comme un outil intrusif par beaucoup d’utilisateurs lorsqu'il est utilisé abusivement par des organisations ou des individus dont l’intention est, soit peu scrupuleuse, soit carrément néfaste. On utilise habituellement le terme « spam » pour qualifier ce genre de message non désiré et abusif.
Nous vivons actuellement une période cruciale pour ce qui concerne l’utilisation de la communication par courriel et les prochains développements pourraient bien sonner le glas pour beaucoup d’entreprises qui utilisent mal ce médium de communication.
Dans la plupart des cas il faudra sans doute revoir le modèle de fonctionnement des courriels mais une chose est certaine, pour la majorité d’entre elles et d'ores et déjà, il leur faut s’assurer que le courriel envoyé est désiré par le destinataire.
Aussi, le recours au permission marketing semble être la seule alternative valable.

## Les filtres anti-spam
Afin de prévenir la réception de plus en plus fréquente de courriels indésirables, on voit proliférer des outils permettant d’éliminer les courriels non désirés. Ces filtres sont soit installés chez les fournisseurs d'accès internet, soit sur les ordinateurs personnels des utilisateurs. Selon le type de filtre, un expéditeur de courriel peut être bloqué de façon permanente par l’utilisateur ou par le fournisseur d’accès à Internet.
Certains filtres utilisent l’approche bayésienne, du nom du mathématicien britannique Thomas Bayes qui proposa le théorème de Bayes : cette approche permet de calculer mathématiquement la probabilité qu’un message soit un spam en se référant à des occurrences précédentes et similaires. Microsoft a investi dans la recherche de ce type de logiciel depuis 1997.
Certains de ces filtres sont disponibles avec les logiciels de courriels itinérants tels Hotmail, ou YahooMail, mais sont aussi installés avec les clients de messagerie Netscape et Outlook. Parmi les logiciels populaires on trouve SurfControl, Sigaba, MessageLabs, Brightmail, et NetIQ.
Ce qui est assez paradoxal, c’est que, d’une part, ces filtres empêchent les courriels légitimes (ceux pour lesquels des entreprises ont obtenu la permission d’envoyer des courriels) d'atteindre leurs destinataires car souvent le gestionnaire de l’outil s’impose en arbitre dans la décision de ce qui est ou n’est pas un envoi indésirable de courriel et, d’autre part, le nombre d'astuces permettant aux marqueteurs de s'affranchir de ces filtres ne cesse de croître. Qui gagnera ?

## L’utilisation du courriel comme véhicule de communication personnalisée
En 1999, alors vice-président du marketing direct pour Yahoo!, Seth Godin écrivait ce qui devait devenir la bible de tout marqueteur par courriel : le livre intitulé « Permission Marketing – Turning strangers into friends, and friends into customers » (Permission Marketing - Simon & Shuster, 255 pp.). Ce livre sert aujourd’hui de référence aux marqueteurs par courriels, ceux pour qui ce médium représente la forme la mieux articulée de la relation « one-to-one », forme de marketing permettant aux deux parties, le client et le fournisseur, d'optimiser leur relation commerciale. Le marqueteur qui favorise l’approche one-to-one cherche à fidéliser le client dans une relation particulière plutôt que d’augmenter en premier lieu sa part de marché.

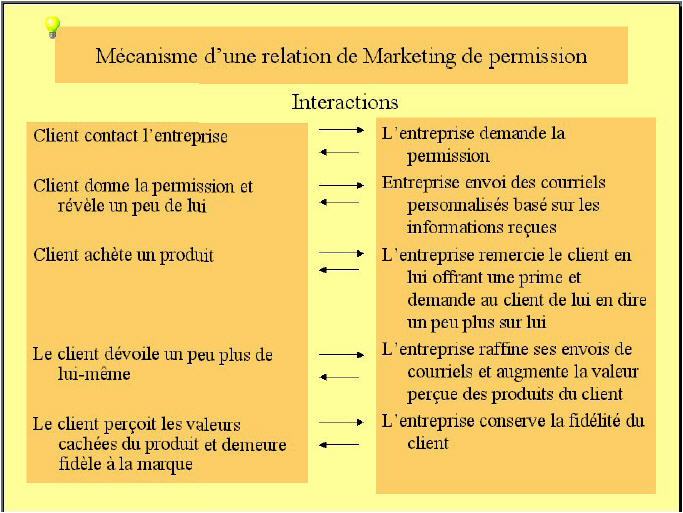
Figure 1 : mécanisme d'une relation de marketing de permission

Le concept du one-to-one selon Seth Godin s’applique à aller bien au-delà de la simple relation factuelle de conversion d'un individu-prospect en client. Ce concept, en effet, cherche à convertir ce client en ami qui, naturellement, convertira à son tour d’autres prospects.
Cette forme de marketing met donc en vedette la relation client : elle sous-entend que l’entreprise et le client vont, l'une et l'autre, échanger sur un horizon plus long que la transaction unique et que l’entreprise s’engage à respecter l’intérêt et les besoins du client (figure 1). Ceci est à l’opposé de la publicité "interruptive", celle des médias de masse, qui ne demande aucune permission pour interrompre l’activité du client qui, en retour, reçoit de moins en moins d’attention.
En effet, cette forme de marketing implique que l’entreprise s’engage, en échange de la permission reçue du client, à respecter ses demandes et ainsi conserver son attention. Selon Seth Godin, cette démarche s'inscrit dans la durée car l'entreprise doit continuellement s’attacher à redemander au client sa permission. Nécessairement, l'entreprise doit s’engager à tenir ses promesses afin que cette stratégie fonctionne.
Malheureusement, au fil des années, il semble que la permission soit devenue quelque chose de très subjectif et, de ce fait, même les entreprises sérieuses se voient comparées aux entreprises moins scrupuleuses et pâtiront sans doute très bientôt des conséquences des abus commis par ces dernières.
Il devient clair que seules les entreprises ayant pris la peine de se doter de règles commerciales claires et de politiques de respect de la vie privée, survivront à l’utilisation du courriel comme véhicule de communication commerciale.

## Les principes du marketing de permission
Sommairement, le principe du marketing de permission suppose que le destinataire du courriel ait préalablement choisi d'être abonné à ce service. Le processus inclut donc habituellement une étape d’enregistrement.

### Les types de permission
Jean-Paul Hepp, de Pharmacia, décrit les principales formes de marketing de permission. Les plus légitimes sont : les boîtes non cochées, la permission confirmée et la permission confirmée doublement.
De plus nous conclurons cette partie de la discussion en citant une autre forme, un peu moins légitime, mais couramment utilisée.

### Boîtes pré-cochées
Les façons les plus simples de recueillir des courriels sont les boîtes pré-cochées qui apparaissent souvent lorsqu’on s’inscrit à un service ou à un concours. Le taux d’abonnement grâce à ce type de collecte est élevé ce qui explique qu'il soit souvent utilisé. Par contre, il arrive que des personnes laissent cette boîte cochée volontairement soit par crainte de ne pas être abonnées au service soit involontairement parce qu’elles ne réalisent pas la présence de cette boîte, notamment parce qu'elles sont pressées par le temps. On parle alors d'opt in passif.

### Boîtes d’invitation
Une boîte d’invitation permet généralement de recueillir le courriel sans demander ou confirmer la permission. Il est sous-entendu que la personne qui inscrit son courriel est consciente qu’elle recevra des bulletins de la part du propriétaire du site web. Dans bien des cas, ce type de collecte ne donne pas de très bons résultats tant pour le nombre d’abonnements que pour l’intérêt des abonnés. En effet, à moins de bien comprendre ce que le site web offre, il y a peu de motivation pour l’abonné à donner son courriel.

### La permission confirmée
Beaucoup de marqueteurs tendent à adopter ce type de relation avec leurs clients, car des lois anti-spam commencent à entrer en vigueur en Amérique du Nord. La permission, celle qui assure au destinataire et au marqueteur qu’ils entrent dans une relation commerciale consentie, implique une récolte d’informations de la part du marqueteur visant à mieux cibler les intérêts de ceux qui reçoivent des courriels. Dans les cas cités précédemment, une boîte pré-cochée sera remplacée par une boîte laissée en blanc en demandant au client de la cocher pour signifier son intérêt. On parle alors d'opt in actif.

### Confirmation de la permission
Cette permission devrait être confirmée par un courriel dit de confirmation permettant de prévenir :
1. Les erreurs d’entrées faites par les abonnés (une adresse courriel entrée incorrectement par l’intéressé peut quand même correspondre à celle d’un autre abonné)
2. Les personnes qui inscrivent délibérément des adresses à des listes d’envoi sans le consentement des détenteurs afin de polluer leurs boîtes de réception.

### Double-confirmation
Dans ce cas, une permission devrait, non seulement, être notifiée à l’abonné mais le courriel envoyé en guise de confirmation devrait aussi contenir un lien à cliquer afin de confirmer que l’abonné qui a reçu le courriel est bel et bien celui qui s'est inscrit et, ce, avant même que l'entreprise commence à envoyer des courriels commerciaux. On parle alors de double Opt in.

### Désabonnement
Enfin, tout processus de permission complet devrait offrir un moyen de se désabonner de façon aisée. Tout organisme doit offrir une façon facile de se désabonner. L’étiquette recommande d’offrir trois façons de se désabonner : une réponse à l’émetteur incluant dans le texte le mot "désabonnement", l’inclusion de ce mot comme sujet d’envoi de courriel, ou enfin et de loin la plus populaire, l’inclusion systématique d’un lien de désabonnement dans tous les courriels envoyés aux abonnés.

### Les abonnements sous-entendus
Un nombre important de praticiens du marketing par courriel utilise encore cette approche qui consiste à présumer que la possession de l'adresse électronique d'un client existant inclut la permission de lui envoyer des messages commerciaux. Cette approche, souvent décriée par les puristes, sera sans doute de moins en moins utilisée. Elle peut toutefois s’avérer légitime dans quelques cas. On parle alors d'opt-out.
Certains considèrent comme acceptable pour une entreprise d’envoyer des courriels commerciaux à ses clients au seul motif que celui-ci a antérieurement donné son adresse électronique. Une condition toutefois : le client doit être mis au courant de l'intention de l'entreprise de se servir de son adresse électronique à cette fin.
Un exemple serait celui d’un fournisseur Internet qui envoie des courriels liés à l’utilisation de l’accès Internet à ses abonnés.
De façon générale, les abonnements sous-entendus sont à proscrire et les lois anti-spam auront bientôt raison de cette façon de faire... si ce n’est la volonté populaire avant même la loi.

## Les mesures d’efficacité
La plupart des programmes de marketing par courriel utilisent des mesures similaires pour comparer les résultats de leurs campagnes publicitaires. Ainsi, les entreprises tentent de mesurer le succès d'un message publicitaire en fonction de son support
(lettre d'information, courriel strictement promotionnel, autre type de courriel…).
Selon l’Association de l’économie numérique (Acsel), le taux d’ouverture moyen d’un e-mailing en BtoB est de 15 % et le taux de clic de 1,5 %. Et pour le baromètre E-mailing Experian CheetahMail, le taux d’ouverture était de 20 % et le taux de clics de 2,55 % en 2011. En 2020, une étude menée par Campaign Monitor indique que le taux d'ouverture moyen d'une campagne e-mailing est de 17,8%.

### Le taux d’ouverture
Le taux d’ouverture est généralement un indicateur placé dans le courriel du client qui, lorsque celui-ci prend connaissance de ce courriel, incrémente un compteur placé sur le serveur du site web référencé. Ce processus implique habituellement qu’une petite image invisible soit incluse dans le contenu d’un courriel HTML. Lorsque cette image est « appelée » sur le serveur, un compteur est incrémenté d'une unité. Si l’expéditeur envoie 300 courriels et que le nombre de téléchargements enregistrés sur le serveur du site web est de 150, le taux d’ouverture est de 50 %. Pour le marqueteur, cela signifie que sa liste d'envois a obtenu un taux de visibilité de 50 %.
L’intérêt pour le courriel envoyé se mesure dans le temps en fonction de ce taux d’ouverture. Un bon marqueteur suit très attentivement ces résultats afin de s'assurer si le courriel qu’il envoie à ses abonnés correspond toujours à leurs besoins et à leurs goûts ou s’il y a lieu de l’améliorer. Actuellement, 47 % des marqueteurs américains utilisent le taux d’ouverture comme mesure de succès de leurs campagnes par courriels.
Selon l’étude « Return Path » datant de 2013, seuls 80 % des e-mails professionnels arrivent dans la boîte de réception ; 8 % tombent en boite de spam et 12 % sont bloqués avant d’arriver à leurs destinataires. Il est intéressant de souligner une tendance au repli de la délivrabilité en Europe sur les adresses opt-in.

### Le taux de clics
Cette mesure reflète le taux de succès du message. Un message peut être présenté seul dans un courriel, par exemple s’il s’agit d’une offre exclusive pour les membres d’un club sélect.
Dans ce cas, on considère généralement le nombre de clics comme un paramètre du succès de la campagne courriel. Le nombre de clics obtenus permet de savoir si le destinataire du courriel est intéressé par la promotion qui lui est présentée. Le taux de clics est le rapport obtenu entre le nombre de clics et le nombre de courriels ouverts. Dans l’exemple précédent, pour 150 courriels ouverts, il y a eu 40 clics enregistrés. Le taux de clics est donc de 40 / 150 soit 26,6 %.
Il se peut que les messages soient multiples dans un même courriel. Le marqueteur sera alors intéressé de comprendre quelle offre parmi toutes celles proposées a eu le plus d'impact. Le fait d’identifier chaque lien inclus dans un même courriel permet de comprendre lequel des messages est le mieux perçu par les destinataires du message.

### Le taux de conversion
Celui-ci représente une information cruciale lorsque l’entreprise fait un envoi de courriel. Malheureusement un peu comme du vif argent, il semble que cette information soit difficile à saisir... Les destinataires naviguent souvent de façon aléatoire et, même si certains outils existent permettant de suivre le déplacement d’un client, il est parfois difficile de s’assurer que l’achat proprement dit d’un bien ou d’un service est le résultat direct d’une communication par courriel.
Toutefois, lorsque cette information est disponible, elle rend compte de toute l’efficacité de la communication. Afin de mesurer le taux de conversion, les marqueteurs par courriels recourent souvent à un calcul du ratio ventes / nombre de clics. On sous-entend ici qu’il est difficile de réaliser une vente à la lecture seule du courriel car c’est l’offre elle-même qui détermine l’action du prospect ou du client.
Si l'on admet que dans notre exemple 10 ventes ont été réalisées, le taux de conversion serait de 10 / 40 soit 25 %.
Ce type de ratio est très intéressant car il permet de comparer l’efficacité d’une offre sur le web par rapport à cette même offre parvenue au client potentiel par l’entremise d’un publipostage.

### Le taux de désabonnement
Généralement compris entre 0,3 et 0,8 %, le taux de désabonnement est variable ; il peut dépasser 1 % sur certaines opérations marketing. Force est de préciser que le désabonnement n’est valable que pour un type de support : les listes noires sont spécifiques à chaque type d’opération marketing. Ainsi, un désabonnement pour un média publicitaire n’est pas valable concernant un baromètre de sondage organisé par la même agence marketing puisque les supports sont différents.

## Les outils
Il existe différents logiciels permettant de faire des envois personnalisés. Selon les besoins et les moyens de l'entreprise, ceux-ci varient quelques centaines à quelques millions de dollars. Au bas de l'échelle, on retrouve des outils offrant les composants de base qui permettent, la plupart du temps, de personnaliser l’envoi de courriels en utilisant des données disponibles dans des bases de données sous format Microsoft Access ou Excel ().
Il existe des logiciels plus performants mais plus complexes capables de personnaliser l’envoi, non seulement en fonction des informations recueillies sur le web, mais aussi permettant de profiler des clients ciblés d'une entreprise pour des envois de campagne de courriel.

### Les logiciels du marché
Au niveau mondial, les principaux logiciels payants d’envoi de masse de courrier électronique sont Benchmark Email, CakeMail, Constant Contact, ExactTarget, IContact, Kooboo, MailChimp, eTarget, MailerMailer, Mailsquad, PhpList, VerticalResponse, E-Missive[réf. nécessaire].
De plus en plus de logiciels sur le marché permettent de comprendre les résultats obtenus par les campagnes de courriels et les entreprises intègrent cette communication dans l’ensemble de leur stratégie marketing. L’utilisation des résultats obtenus sert souvent d’intrants dans les outils de gestion de la relation client (CRM) afin de permettre à un autre canal de distribution, le centre d’appel par exemple, de connaître les intérêts des clients de l’entreprise.
Il n’est pas rare de voir des systèmes d’envois de courriels qui permettent à l’utilisateur de savoir exactement « qui » a cliqué et qui a ouvert et même acheté à la suite de l’envoi d’un courriel. En effet, lorsque le destinataire reçoit un courriel personnalisé l’expéditeur peut souvent coder les liens inclus dans ces courriels. Ainsi, lorsqu’il récupère les données contenues dans les bases de données du serveur, il est en mesure de comprendre qui a fait quoi avec le courriel.
Un scénario possible : un client reçoit des informations sur un produit X qui l’intéresse, navigue sur le site web mais, soit pour des raisons d’insécurité, soit pour des raisons de manque d’information ou par préférence personnelle, ne fait pas d’achat en ligne. Il pourrait être utile pour l'entreprise de connaître l'intérêt du client pour ce produit X, permettant ensuite au service à la clientèle de s’enquérir des raisons de cet intérêt afin de savoir s’il peut aider le client dans sa décision d’achat ou lui donner un complément d’information.
Exemple de lien contenant un code personnalisé
```
 ..tp://domaine/cgi-bin/hts.exe?Hit:x=12292&y=848&z=106218763
```

Ici, la partie qui suit le mot Hit contient une séquence de paramètres dont on peut supposer que la dernière série numérique identifie le destinataire de façon unique dans une liste de distribution.

### Les spécialistes
Certaines entreprises n’ayant pas les moyens de mettre en place une infrastructure assez solide pour développer et utiliser un outil de gestion de la relation client (CRM) en interne feront appel à des solutions CRM mutualisées commercialisées par des fournisseurs d'applications en ligne (en mode ASP) telles que par exemple la suite logicielle Nelis Selfcare des sociétés spécialisées dans ce domaine. Il existe aussi des services en ligne qui hébergent les listes de clients et réalisent la distribution des courriels tel que l'outil MEM. Ces services offrent toute l’infrastructure nécessaire et parfois aussi des services de soutien à la clientèle.

### Les bonnes pratiques
Concernant les bonnes pratiques en termes d’emailing, on peut citer les recommandations suivantes :
- Limiter l’objet du message à moins de 50 caractères
- Éviter les phrases de plus de 20 mots et employer des verbes d’actions
- Optimiser le code HTML pour que le message soit lisible dans les différents clients de messagerie et que le temps d’affichage de la page d’atterrissage soit minimal
- Équilibrer le ratio texte/images à 50/50
- Optimiser la lecture sur les appareils mobiles au « format responsive »

Pour éviter le désabonnement des prospects, il convient d’éviter les relances trop rapprochées ; car 71 % des professionnels tolèrent moins de cinq emails publicitaires par jour. Or selon l’étude de Radicalli Group réalisée en mai 2011, les prospects recevraient en moyenne 14 messages par jour identifiés comme du spam à rapprocher des 72 courriels reçus et 33 envoyés en moyenne par jour en entreprise par chaque collaborateur.

## Les coûts
Les envois de courriels sont une mine d’or pour les marqueteurs car s’équiper pour faire les envois coûte peu. Il ne faut donc pas être surpris d'assister à une telle sur-utilisation de cette forme de marketing. En effet, il en coûte quelques fractions de cents à une entreprise pour communiquer avec ses clients alors que le marketing traditionnel perd de plus en plus de son efficacité et qu’il coûte beaucoup plus cher.
Sans compter les logiciels, selon que les envois de courriels sont faits en interne ou par un prestataire, le coût est généralement compris entre $ 0,01 et $ 0,05 par courriel.
Dans la plupart des cas, il faut opposer les frais de création et d’envoi de courriel aux frais de publipostage. Les spécialistes s’entendent pour dire que les courriels personnalisés obtiennent habituellement davantage de succès que les publipostages, moins personnels et souvent ignorés des destinataires.
Un petit exercice rapide en utilisant les valeurs suivantes :
- Envois : 100 000 exemplaires
- Valeur de la vente : $ 100
- Espérance de vente annuelle : 2

Le petit calculateur disponible sur le site de SchraffGroup Communication nous permet de constater que les coûts par vente pour une campagne de courriel peuvent être de l’ordre 1/5 des coûts associés à un publipostage.
Il est généralement admis qu’un publipostage coûte entre $ 1,50 et $ 2,00 par envoi. Quand on compare ce chiffre à ceux cités plus haut pour le courriel, on comprend rapidement l’intérêt pour les marqueteurs pour ce type de média.

## La gestion des listes
Pour la plupart des marqueteurs légitimes du Web, une saine gestion de liste de courriels représente un investissement rentable. En effet, il arrive souvent que le serveur de l'entreprise expéditrice tente d’envoyer plusieurs fois un même message. D’autre part, si la liste des destinataires est volumineuse et qu’elle cible un grand nombre d’abonnés ou de clients, la mesure du nombre de destinataires considérés comme inconnus est particulièrement intéressante pour l'entreprise.
L’une des mesures en progression est donc le nombre de courriels rejetés. Ceux-ci doivent être différenciés des courriels considérés comme indésirables et qui sont classés comme tels par les filtres anti-spam. Les courriels rejetés peuvent être de différentes natures :

### Domaine introuvable
Il s’agit ici, généralement, d’adresses courriels mal rédigées par l’utilisateur. À titre d’exemple, l’adresse réelle, monnom@domaine.ca pourrait être remplacée par monnom@domaine.com ici, l’utilisateur a remplacé la dernière partie de l’adresse « .ca » par « .com ». Pour le serveur de courriel, ceci génère une erreur d’envoi.

### Utilisateur inconnu
Là encore, il peut s’agir d’une erreur de frappe de la part de l’utilisateur : par exemple quelqu’un qui indique monnam@domaine.ca au lieu de monnom@domaine.ca. Dans ce cas, le serveur générera une erreur de type utilisateur inconnu si effectivement l’utilisateur n’existe pas.
Il existe différents types de courriels rejetés, parfois parce que la boîte de réception de l’utilisateur est pleine. On parle alors de « softbounces » par opposition au « hardbounce » qui ne peut être récupéré par une nouvelle tentative d’envoi.
Plusieurs entreprises tentent de corriger les erreurs « hardbounces » grâce à des logiciels de corrections utilisant une forme ou l’autre de système expert permettant de recouper les adresses invalides et de tenter de « réparer » celles-ci. Le cas cité précédemment « domaine.com » pourrait être réparé facilement par un algorithme approprié. Mais est-ce là la bonne solution ? On peut en effet s’interroger sur l’intention de l’utilisateur. N’est-ce pas là pour lui un moyen volontaire de s’assurer de ne pas recevoir de courriel de la part d’une entreprise trop insistante et pour laquelle on ne veut pas dire non de peur de ne pas participer au concours ?
Ou, bien pire encore, en réparant une adresse, ne risque-t-on pas d'envoyer un courriel à une personne autre que celle qui a demandé cet envoi et de là être accusé avec raison de polluer le courriel de cette personne ?
Les marqueteurs font face à différents choix pour ce qui concerne l’entretien de leur liste mais la prudence est de mise dans ce cas car mieux vaut perdre une adresse que de tenter de la réparer.
Le traitement des courriels rejetés pour adresse invalide soulève également un enjeu.
Récemment, plusieurs fournisseurs de boîtes aux lettres temporaires, Hotmail, par exemple, a décidé de mettre une limite pour ceux qui ne visitent pas leurs courriels pendant un certain temps, parfois 30 ou 60 jours. Passée la période sans visite, cette adresse devient inaccessible et génère alors un courriel rejeté. Les marqueteurs qui investissent parfois des sommes importantes dans l’acquisition de ces courriels devraient cependant prendre un peu de temps avant de décider d’éliminer ces adresses de leur base de données afin de se protéger des pertes temporaires d’accès.
Il existe également une série de mesures qui permettent de se prémunir contre la désuétude d’une liste de courriel incluant des invitations fréquentes à visiter le site web de l’expéditeur dans le but de maintenir à jour l’adresse.

## Exigences légales

### L'Union européenne et le Royaume-Uni
En 2002, l'Union européenne (UE) a introduit la directive sur la vie privée et les communications électroniques,,. L'article 13 de la directive interdit l'utilisation d'adresses électroniques personnelles à des fins de marketing. La directive établit un régime d'abonnement selon lequel les courriels non sollicités ne peuvent être envoyés qu'avec le consentement préalable du destinataire; cela ne s'applique pas aux adresses électroniques professionnelles. Le Royaume-Uni accorde aux entrepreneurs individuels et aux membres de sociétés de personnes non constituées en sociétés la même protection qu'aux particuliers.
La directive a depuis été incorporée dans la législation des États membres. Au Royaume-Uni, elle est régie par les Privacy and Electronic Communications (EU Directive) Regulations 2003 et s'applique à toutes les organisations qui envoient du matériel de marketing par le biais d'une forme quelconque de communication électronique.
Le RGPD de 2018 a imposé "un certain nombre de nouvelles exigences aux entreprises qui collectent, stockent et traitent les données personnelles des utilisateurs de l'UE, ce qui affecte les spécialistes du marketing par courriel" - en particulier, le droit des utilisateurs d'accéder aux informations détenues à leur sujet ; et le droit de supprimer toutes ces informations sur demande,. L'email marketing opt-in est une méthode couramment utilisée et la plus conforme aux règles de l'email marketing du RGPD.

### Canada
La Loi canadienne anti-pourriel (LCAP) est entrée en vigueur le 1er juillet 2014. La LCAP exige le consentement explicite ou implicite des utilisateurs, et les amendes maximales en cas de non-respect sont d'environ 1 million de dollars pour les particuliers et de 10 millions de dollars pour les entreprises.